# Faisal Shahzad

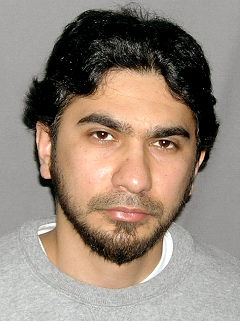
Fotografía de reo de Faisal Shahzad.

Faisal Shahzad (en urdu: فیصل شہزاد‎, nacido el 30 de junio de 1979) es un ciudadano paquistaní-estadounidense que fue arrestado por el intento de atentado con coche bomba en el Times Square, el 1 de mayo de 2010. El 21 de junio de 2010, en el Tribunal Federal del Distrito en Manhattan, confesó a 10 cargos derivados del intento de atentado. Durante su comparecencia ante el tribunal, Shahzad estaba arrepentido. El abogado de Estados Unidos indicó que no había acuerdo con la fiscalía, por lo que Shahzad se enfrentó a la pena máxima, cadena perpetua obligatoria.
Fue arrestado aproximadamente 53 horas después de la tentativa, a las 11:45 p. m. EDT del 3 de mayo de 2010 por la Oficina de Aduanas y Protección Fronteriza de los Estados Unidos. Fue detenido en el Aeropuerto Internacional John F. Kennedy, después de embarcarse en el Vuelo de Emirates 202 a Dubái. Su destino final era Islamabad, Pakistán.
Una demanda federal fue presentada el 4 de mayo, alegando que Shahzad cometió cinco delitos relacionados con el terrorismo, incluyendo el intento de uso de un arma de destrucción masiva. Shahzad renunció a su derecho constitucional a un juicio rápido.
Los informes de Shahzad lo implicaban a sí mismo en los delitos, y dio información a las autoridades desde su detención. Shahzad admitió formación en la fabricación de bombas en un campamento dirigido por una facción islamista en la región de Waziristán, en Pakistán, a lo largo de la frontera con Afganistán. A partir del 7 de mayo, Shahzad siguió respondiendo preguntas y proporcionó información a los investigadores. Las autoridades paquistaníes arrestaron a más de una docena de personas en relación con la trama.
Después de declararse culpable a un acta de acusación de 10-cargos en junio, el 5 de octubre de 2010 fue sentenciado a pena de prisión de por vida sin la posibilidad de libertad condicional; los cargos habían incluido conspiración para utilizar un arma de destrucción masiva y de intentar un acto de terrorismo.
Es el cuarto hijo de una familia rica y culta, está casado y es padre de dos niños, ambos nacidos en los Estados Unidos. Desde el año 1997 él ha vivido mayoritariamente en los Estados Unidos, asistió a la universidad en materia de visados extendidos, y ganando un grado de estudiante y la MBA en la Universidad de Bridgeport en Connecticut. Trabajó para dos empresas principales como un analista de financiero antes de dejar su puesto de trabajo. Él y su esposa nacida en Estados Unidos se separaron en el 2009; ella regresó con sus hijos donde sus padres.